# Гезевцек
Гезевцек (груз. გეზევცეკი, осет. Гезей æфцæг — «перевел Гезе», карач.-балк. Гезе ыфцыкъ) — горный перевал в южном отроге Главного Кавказского хребта, на границе Кабардино-Балкарии и Грузии. Является крайней южной точкой Кабардино-Балкарии.

## География
Перевал расположен в пределах Главного Кавказского хребта между вершинами Гезетау и Пассис-Мта, соединяя верховья рек Черека и Риони. Он ведет с ледника Западный Штулу в южный цирк вершины Пассис-Мта.
В 4 км к востоку от перевала смыкаются границы Кабардино-Балкарии, Северной Осетии и Грузии. На перевале открывается панорамный вид на южный склон Главного Кавказского хребта.
Гезевцек по сложности прохождения перевалов относится к группе 1а, то есть доступен для всех здоровых людей и вьючных животных в летнее время года.

## Маршрут
Первым из европейцев перевал прошёл Флоренс Гроув в 1874 году .
В советское время через перевал Гезевцек проходил всесоюзный туристический плановый маршрут № 37 «Из Нальчика на море».
Маршрут начинался в городе Нальчик и шёл сперва к Голубым озёрам в долине Черекского ущелья.
Дальнейший путь к перевалу Гезевцек проходил вдоль реки Черек до слияния рек Дыхсу и Карасу, где имелась туристическая хижина. А оттуда шёл до подножья ледника Штулу, где находится Северный приют.
От Северного приюта маршрут проходил по пологим снежникам к ледовому склону ледника Штулу, который выводил на перевал Гезевцек. Пройдя перевал туристы попадали на территорию Грузии, и далее следовал спуск через южный склон Главного Кавказского хребта к Южному приюту.
От Южного приюта маршрут следовал в горный курорт — Шови. Из Шови следовал автобус до Кутаиси, а оттуда туристы доезжали до черноморского побережья в город Поти.
Путешествие по маршруту давало возможность туристам выполнить нормы и получить значок "«Турист СССР».
С распадом СССР маршрут был заброшен, и из-за нестабильных отношений России и Грузии, горный перевал ныне крайне редко посещается даже альпинистами.